# Horst Dehn
Horst Dehn (* 20. August 1937 in Hamburg; † 7. September 2005 ebenda) war ein deutscher Fußballspieler des Hamburger SV, mit dem er im Jahre 1960 Deutscher Fußballmeister wurde.

## Laufbahn

### Oberliga Nord, 1958 bis 1963
Horst „Hoddel“ Dehn glückte in der Saison 1957/58 mit seinem Hamburger Amateurverein Komet Blankenese der Aufstieg in die höchste Amateurklasse, bevor er das Vertragsangebot des Hamburger SV annahm und zur Runde 1958/59 in die Oberliga Nord wechselte. In den letzten fünf Runden der Oberliga konnte er von 1959 bis 1963 fünf Meisterschaften mit dem HSV im Norden feiern. Der Halbstürmer absolvierte von 1958 bis 1963 in der Oberliga-Nord 107 Spiele und erzielte dabei 27 Tore. In der Endrunde 1959 um die deutsche Meisterschaft belegte die Mannschaft um Uwe Seeler den zweiten Rang und Horst Dehn bestritt fünf Spiele. In seiner zweiten Endrunde, 1960, gehörte er der Mannschaft an, die am 25. Juni 1960 in Frankfurt mit 3:2 Toren gegen den 1. FC Köln die deutsche Meisterschaft gewinnen konnte. Der HSV hatte alle sieben Spiele in der Endrunde mit der gleichen Sturmbesetzung
bestritten: Neisner, Dehn, U. Seeler, Stürmer und G. Dörfel.
Im Jahre der Titelverteidigung, 1961, kamen die Hanseaten in der Endrunde nur auf den dritten Rang und Dehn hatte in weiteren fünf Spielen mitgewirkt. 1962 und 1963 kam der Mann aus Dockenhuden in der Endrunde zu keinen weiteren Einsätzen.
In der Saison 1960/61 nahm der HSV am Europapokal der Landesmeister teil. „Hoddel“ Dehn war in allen Begegnungen gegen Young Boys Bern, FC Burnley und den FC Barcelona auf dem Felde. Herausragend waren die 4:1 bzw. 2:1 Rückspielerfolge gegen Burnley und Barcelona. Beim Entscheidungsspiel am 3. Mai 1961 in Brüssel gegen Barcelona erlebte Dehn mit seinen Kameraden das Ausscheiden gegen die Katalanen.
Im DFB-Pokal schied der Halbstürmer mit dem HSV in den Jahren 1959 und 1960 jeweils erst im Halbfinale aus dem Wettbewerb aus. Als der Pokal im Jahre 1963 nach Hamburg geholt wurde, kam Dehn nur in der ersten Hauptrunde und dem Viertelfinale zum Zuge. Im Halbfinale und im Endspiel wurde er nicht eingesetzt.

### Bundesliga, 1963 bis 1966
Sein Debüt in der Fußball-Bundesliga hatte der läuferisch bedächtig wirkende Aufbauspieler am 12. Spieltag, als er am 23. November 1963 beim 1:1-Heimremis gegen den VfB Stuttgart von Trainer Martin Wilke nominiert wurde. Mit elf Bundesligaspielen und drei Toren musste er sich im Premierenjahr der Liga begnügen. Unter dem neuen Trainer Georg Gawliczek brachte es Dehn 1964/65 auf 21 Spiele mit zwei Toren. „Hoddel“ Dehn schloss das Kapitel Bundesliga mit dem Heimspiel am 21. August 1965 gegen Eintracht Braunschweig, als ihm in der 67. Minute der Siegtreffer zum 2:1 gelang, ab. 34 Bundesligaspiele und sechs Tore stehen in seiner Bilanz.

### Sperber Hamburg, 1967 bis 1969
Nach einem Jahr Pause schnürte der 30-Jährige in der Saison 1967/68 zusammen mit seinen ehemaligen HSV-Kollegen Erwin Piechowiak und Peter Wulf in der Regionalliga Nord beim SC Sperber Hamburg wieder die Fußballstiefel. Dehn und Kollegen belegten den zehnten Platz. Als Sperber nach der zweiten Runde der Abstieg ereilte, beendete „Hoddel“ Dehn nach 50 Regionalligaspielen mit fünf Toren seine Profikarriere. 1969 kehrte er zu seinem Heimatverein Komet Blankenese zurück, wo er auch seine aktive Laufbahn beendete.

### Auswahl
Dehn bestritt von 1956 bis 1960 3 Einsätze in der Auswahl des norddeutschen Fußballverbands. Außerdem wurde er einmal in der DFB-Jugendauswahl eingesetzt.